# Anthurium marmoratum
Anthurium marmoratum är en kallaväxtart som beskrevs av Luis Aloysius, Luigi Sodiro. Anthurium marmoratum ingår i släktet Anthurium och familjen kallaväxter. Inga underarter finns listade.